# Kinderen met colfstokken in de hand

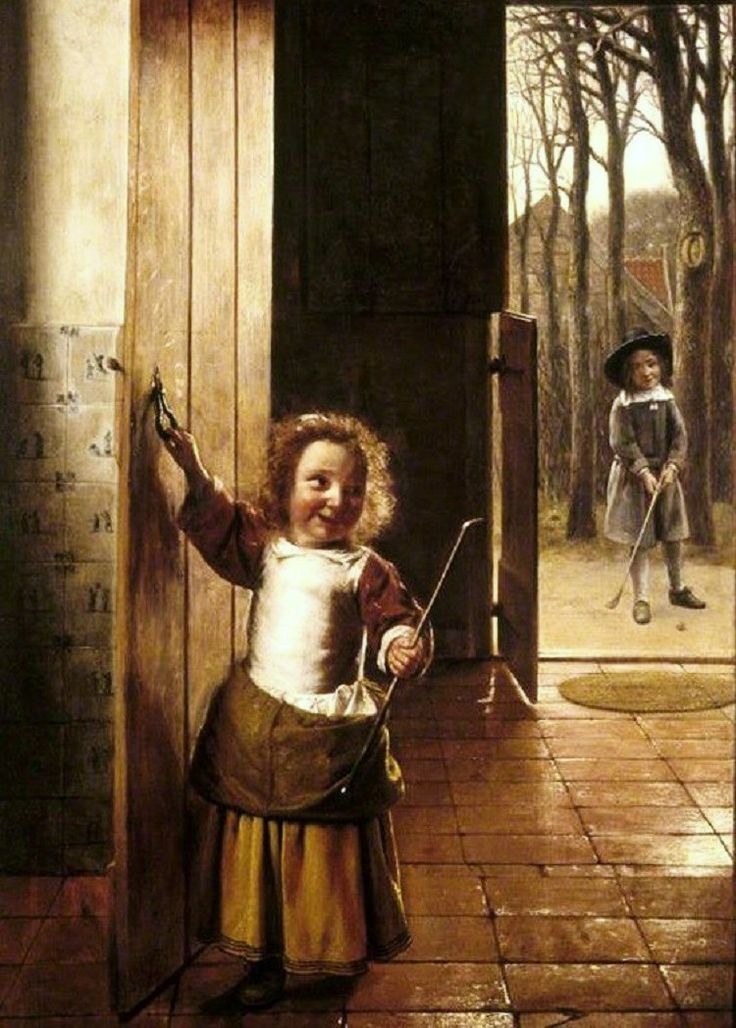
Kinderen met colfstokken in de hand

Kinderen met colfstokken in de hand (1658) is een schilderij op paneel door Pieter de Hooch, en maakt onderdeel uit van de collectie van Polesden Lacey in Surrey.
Het schilderij werd in 1907 beschreven door Hofstede de Groot. Het thema van dit meisje in een deuropening komt voor in minstens twee andere schilderijen van De Hooch.

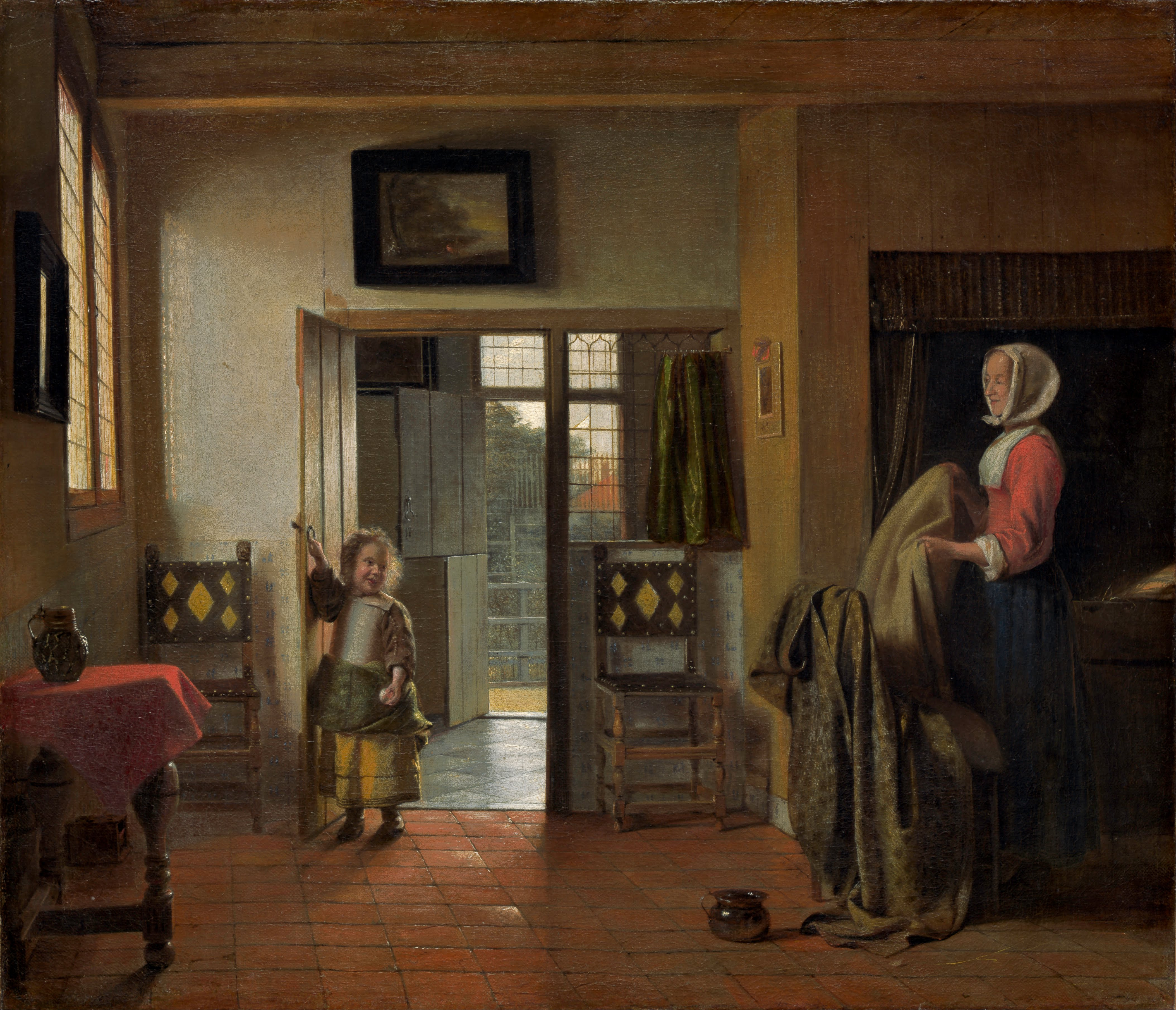
Slaapkamer
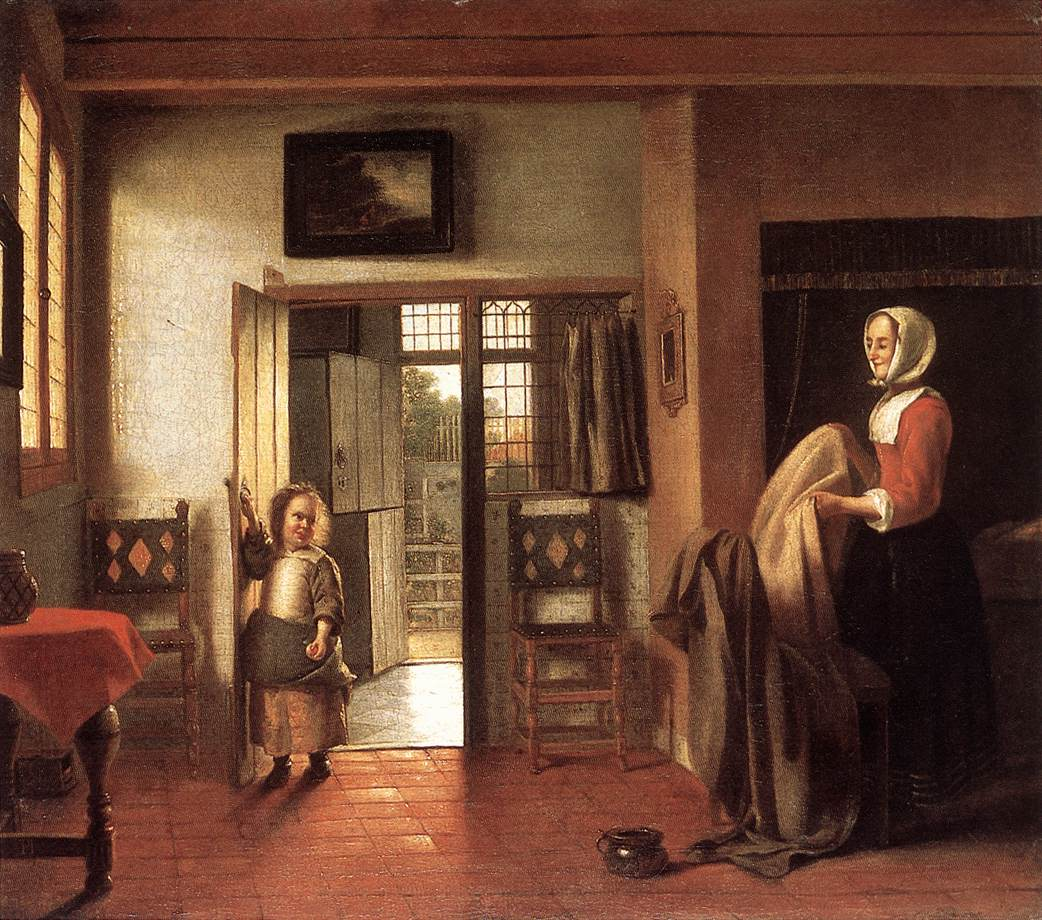
Slaapkamer, Karlsruhe
Moedertaak

Een vrouw met een kind in een kelderkamer (circa 1656-1660) · Het bezoek (circa 1657) · De binnenplaats van een huis in Delft (1658) · Kinderen met colfstokken in de hand (1658) · Kaartspelers in een zonovergoten ruimte (1658) · Moedertaak (circa 1660-61) · Een gezelschap op de plaats achter een huis (circa 1663-65) · De goudweegster (ca. 1664) · Raadskamer in het stadhuis van Amsterdam (1664) · De liefdesboodschapper (circa 1670) · Interieur met een man die een brief leest en een vrouw met naaiwerk (circa 1670-74) · Vrouw met een dienstmeid (circa 1675)